# Цитотоксины
Цитотоксины (греч. κύτος + др.-греч. τοξικός [toxikos] «ядовитый») — вещества, являющиеся клеточными ядами. Термин, используемый в разных научных отраслях для обозначения веществ (как правило, биологического происхождения), которые оказывают повреждающее или разрушающее действие на биологическую клетку. Способность вещества оказывать на клетку токсическое воздействие называется цитотоксичностью. Цитотоксины изучаются в рамках научной отрасли токсинология, в медицине
К токсическим агентам относят иммунные клетки, ряд ядов животных, также лекарства (цитотоксические препараты) и др.

## Исследования
Илья Мечников исследовал теорию иммунитета и цитотоксинов (1883 г.).
Среди других исследователей: Арипов, Т. Ф., Владос Х. Х.,

## Примеры
Яд шумящей гадюки (Bitis arietans), коричневого паука-отшельника (Loxosceles reclusa).
Иммунные клетки — делятся дальше на гемолизины (антитела, разрушающие эритроциты — то есть является гемотоксином), лейколизины (антитела, разрушающие лейкоциты), а также сперматолизины, бактериолизины.
Антибиотики.
Часть противоопухолевых средств являются по действию цитоксинами.

### Искусственно полученные вещества, физические факторы
Перекись водорода — повреждает клетки, экспериментально приводит к запрограммированной гибели изолированных клеток.
Цитотоксическим действием обладает ионизирущее излучение, это его свойство используется при лечении злокачественных новообразований, обладающих высокой и средней радиочувствительностью, при этом лучевая терапия малоэффективна против опухолей с низкой радиочувствительностью, таких как остеогенная саркома. Также, соединения короткоживущих радиоактивных изотопов могут использоваться для избирательной лучевой терапии
Цитостатики — препараты, используемые для лечения злокачественных новообразований; здесь желательно повреждение только злокачественных (дегенерированных) клеток, однако в большинстве случаев цитостатики действуют неизбирательно на все клетки с высоким митотическим индексом, включая клетки в семенниках, клетки красного костного мозга, вызывая лейкопению и, следовательно, иммунодефицит. Некоторые методы химиотерапии, такие как высокодозная химиотерапия, используемая при лечении лейкозов, лимфолейкозов и других онкогематологических заболеваний, полностью угнетают иммунитет на продолжительное время, и требуют содержания пациента в стерильных условиях. 